# Osana
Osana je priimek več znanih Slovencev:
- Andrej Osana (1930–1974), trobentač
- Andej Osana, podjetnik
- Božo Osana (1926–2025), elektrotehnik, pionir tehničnega razvoja RTV
- Ivo Osana, teolog
- Josip Osana (1886–1951), stenograf in filolog
- Jože Osana (1919–1996), pianist, pedagog in skladatelj
- Marij Osana (1880–1958), inženir elektrotehnike, radiotelegrafski strokovnjak